# Luzizila Kiala
Luzizila Kiala (* 19. November 1963 in Damba) ist ein angolanischer Geistlicher und römisch-katholischer Erzbischof von Malanje.

## Leben
Luzizila Kiala empfing am 23. August 1992 die Priesterweihe. Anschließend setzte er sein Theologiestudium an der Päpstlichen Universität Gregoriana fort, das er mit einer Promotion abschloss. Später wurde er Spiritual des Priesterseminars von Uije. Zuletzt war er Generalvikar des Bistums Uije.
Papst Franziskus ernannte ihn am 21. Mai 2013 zum Bischof von Sumbe. Die Bischofsweihe spendete ihm der Bischof von Uije, Emílio Sumbelelo, am 25. August desselben Jahres. Mitkonsekratoren waren der Bischof von Ndalatando, Almeida Kanda, und der Bischof von Mbanza Congo, Vicente Carlos Kiaziku OFMCap. Die Amtseinführung im Bistum Sumbe folgte am 8. September 2013.
Am 29. September 2021 ernannte ihn Papst Franziskus zum Erzbischof von Malanje. Die Amtseinführung erfolgte am 14. November desselben Jahres.